# Apelleia vittata
Apelleia vittata är en tvåvingeart som beskrevs av Luigi Bellardi 1862. Apelleia vittata ingår i släktet Apelleia och familjen kulflugor. Inga underarter finns listade i Catalogue of Life.